# سالفاتوري كولومبو
سالفاتوري كولومبو (بالإيطالية: Pietro Salvatore Colombo)‏ هو قسيس إيطالي، ولد في 28 أكتوبر 1922 في Carate Brianza ‏ في إيطاليا، وتوفي في 9 يوليو 1989 في مقديشو في الصومال.